# Teoria della decorrelazione
In crittografia la teoria della decorrelazione è un sistema sviluppato da Serge Vaudenay per disegnare cifrari a blocchi che siano provatamente sicuri contro la crittanalisi differenziale, la crittanalisi lineare ed anche contro attacchi crittanalitici non ancora scoperti che rispondano a determinati criteri generali.
I cifrari disegnati utilizzando questi principi includono il COCONUT98 ed il Decorrelated Fast Cipher (DFC), un cifrario che è stato candidato per l'AES: entrambi sono risultati, però, vulnerabili ad alcune forme di crittanalisi non considerate dalla teoria di Vaudenay.